# Hays (Kansas)
Hays és una població dels Estats Units a l'estat de Kansas. Segons el cens del 2000 tenia 20.013 habitants.

## Demografia
Segons el cens del 2000, Hays tenia 20.013 habitants, 8.230 habitatges, i 4.674 famílies. La densitat de població era de 1.018,1 habitants/km².
Dels 8.230 habitatges en un 27,4% hi vivien nens de menys de 18 anys, en un 45,9% hi vivien parelles casades, en un 8,3% dones solteres, i en un 43,2% no eren unitats familiars. En el 32,1% dels habitatges hi vivien persones soles el 10,5% de les quals corresponia a persones de 65 anys o més que vivien soles. El nombre mitjà de persones vivint en cada habitatge era de 2,3 i el nombre mitjà de persones que vivien en cada família era de 2,96.
Per edats la població es repartia de la següent manera: un 21,5% tenia menys de 18 anys, un 22,2% entre 18 i 24, un 24,6% entre 25 i 44, un 18,5% de 45 a 60 i un 13,2% 65 anys o més.
L'edat mediana era de 30 anys. Per cada 100 dones de 18 o més anys hi havia 91,6 homes.
La renda mediana per habitatge era de 31.501 $ i la renda mediana per família de 45.552 $. Els homes tenien una renda mediana de 30.022 $ mentre que les dones 21.793 $. La renda per capita de la població era de 18.565 $. Entorn del 6,7% de les famílies i el 14,9% de la població estaven per davall del llindar de pobresa.

## Poblacions més properes
El següent diagrama mostra les poblacions més properes.